# Eric Dahlström (Fußballspieler)
Eric Dahlström (* 26. Juni 1894 in Eskilstuna; † 30. Oktober 1953) war ein schwedischer Fußballspieler.

## Laufbahn
Dahlström spielte für IFK Eskilstuna. Mit dem Klub, der vor Schaffung einer landesweiten Eliteklasse 1924 zu den bedeutendsten Mannschaften Schwedens gehörte, gewann er 1921 die schwedische Meisterschaft. 
Am 27. Juni 1912 debütierte Dahlström beim 7:1-Erfolg über die finnische Landesauswahl im schwedischen Nationaltrikot. Dabei gelangen ihm auch seine beiden einzigen Länderspieltore. Anschließend gehörte er zum Kader der Nationalmannschaft bei den Olympischen Spielen 1912 und kam in der Trostrunde des Turniers einmal zum Einsatz. Das Spiel gegen Italien wurde jedoch knapp mit 0:1 verloren. Auf seinen dritten und letzten Einsatz für die Landesauswahl musste er neun Jahre warten: Am 22. Juli 1921 stand er beim 0:0-Unentschieden gegen Estland in Reval noch einmal im Nationaltrikot auf dem Platz.